# Meister von Königsfelden

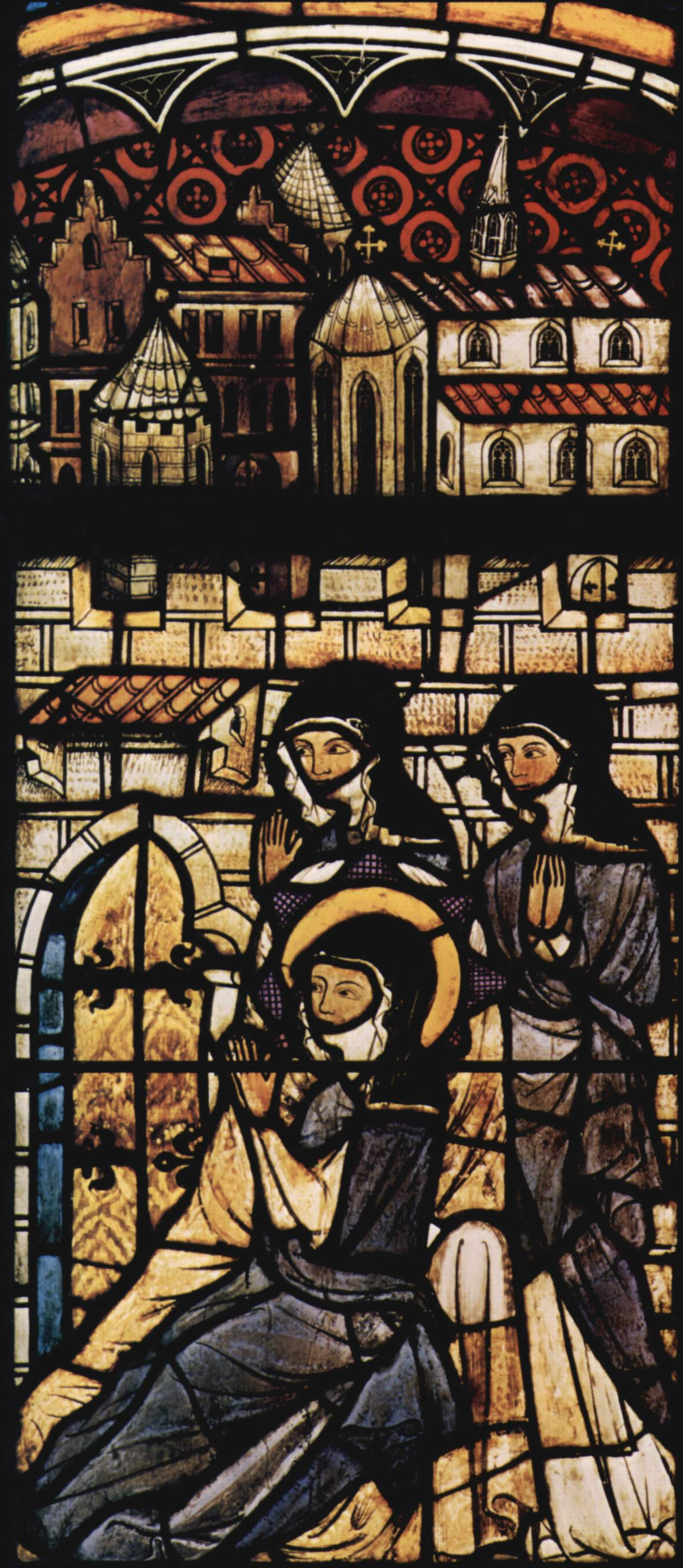
‘’Die Hl. Klara vor den Mauern von Assisi’’, Glasmalerei, 1325–1330

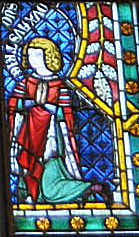
Stifterfigur im Glasfenster von Königsfelden

Der Meister von Königsfelden ist ein von Emil Maurer hypothetisch angenommener, fiktiver Künstler, der die Glasfenster im Chorumgang der Klosterkirche von Königsfelden im schweizerischen Kanton Aargau geschaffen habe. Die elf Fenster, gemalt für dieses 1308 gegründete franziskanische Doppelkloster, gelten als bedeutende Kunstwerke der europäischen Glasmalerei des 14. Jahrhunderts. Spätestens seit den Forschungen von Brigitte Kurmann-Schwarz, die sich auf die stilkritische Studie Gerhard Schmidts gründet, ist klar, dass die Chorverglasung in mehreren Etappen zwischen ca. 1325 und 1340 von mehreren Künstlern ausgeführt wurde. Seitdem wird nicht mehr von einem Meister von Königsfelden, sondern von einer Königsfelder Werkstatt gesprochen.

## Bildprogramm
Der Glasgemäldezyklus im Chorumgang von Königsfelden zeigt trotz der verschiedenen Hände ein in sich geschlossenes Bildprogramm, das im Zentrum eine Szene der Passion und Auferstehung zeigt. Andere Fenster stellen die Ordensgründer Franz von Assisi und Klara dar, umgeben von Heiligen, die von den Franziskanern, den Klarissen oder von der Familie der habsburgischen Stifter des Klosters in Königsfelden besonders verehrt wurden. Kleine Bilder von Angehörigen der Stifterfamilie wie Albrecht II. sind manchen Heiligen beigestellt.

## Stil
Die Glasbilder lassen einen Einfluss durch zeitgenössischen Malstil des Oberrheins um Strassburg und aus dem Bodenseeraum um Konstanz vermuten. Sie zeichnen sich durch ihre Räumlichkeit und differenzierte Farbwahl aus. Sie zeigen die Entwicklung der Kunst von hoch- zu spätgotischem Stil. Durch die stilkritischen Untersuchungen von Details durch Gerhard Schmidt und Brigitte Kurmann-Schwarz konnte gezeigt werden, dass an der Verglasung, die in einem längeren Zeitraum von ca. 10–15 Jahren entstand, mehrere Künstler gearbeitet haben mussten. Damit konnte die Annahme Emil Maurers, dass nur ein Künstler für die Ausführung verantwortlich war (der so genannte Meister von Königsfelden), widerlegt werden.
Die herausragende Qualität, mit der das Werk ausgeführt wurde, sowie das wohl unter Anleitung von gelehrten Theologen entworfene Bildprogramm zeigen die Bedeutung, die der Klosterkirche zugemessen wurde, sowie die hohe Stellung der Klostergründerinnen Elisabeth von Görz-Tirol und ihrer Tochter Königin Agnes von Ungarn, Angehörige des 1308 ermordeten deutschen Königs Albrecht I.